# Fatherland (1986)
Fatherland is een Britse dramafilm uit 1986 onder regie van Ken Loach.

## Verhaal
Klaus Ditteman is een dissidente muzikant uit Oost-Duitsland. Hij wordt door de autoriteiten over de grens gezet. In West-Duitsland gaat hij op zoek naar zijn verdwenen vader. Hij wordt daarbij geholpen door Emma, een Franse journaliste. Ditteman is ook kritisch tegenover het kapitalisme. Hij merkt al gauw dat er ook daar een systeem van onderdrukking bestaat.

## Rolverdeling
| Acteur               | Personage                |
| -------------------- | ------------------------ |
| Gerulf Pannach       | Klaus Dittemann          |
| Fabienne Babe        | Emma de Baen             |
| Cristine Rose        | Lucy Bernstein           |
| Sigfrit Steiner      | Drittemann               |
| Robert Dietl         | Advocaat                 |
| Heike Schroetter     | Marita                   |
| Stephan Samuel       | Max                      |
| Thomas Öhlke         | Jonge Drittemann         |
| Patrick Gilbert      | Thomas                   |
| Eva Krutina          | Rosa                     |
| Hans Peter Hallwachs | Rainer Schiff            |
| Ronald Simoneit      | Uwe                      |
| Marlowe Shute        | Amerikaanse functionaris |
| Jim Rakete           | Braun                    |
| Bernard Bloch        | Journalist               |